# تب‌خال
تب‌خال یا هرپس سیمپلکس (به انگلیسی: Herpes simplex) یک بیماری ویروسی است که توسط ویروسی به همین نام ایجاد می‌شود و موضع درگیر به صورت التهاب و مجموعه‌تاول‌های ریز نمایان می‌شود. ویروس هرپس سیمپلکس عامل بیماری تب‌خال در صورت، آلات تناسلی هر دو جنس، مغز، چشم و گاهی حتی فلج بل نیز می‌گردد. برای تب‌خال هنوز درمان قطعی وجود ندارد و اگر ویروس وارد بدن شود تا پایان عمر همراه شخص خواهد ماند و در هنگام ضعف دفاعی بدن بروز می‌نماید. اگرچه در برخی بیماران و پس از چندین سال عود بیماری، به ناگهان تظاهر مجدد تب‌خال از بین می‌رود اما هم‌چنان ناقل ویروس به دیگران خواهند بود.

## عوامل بیماری‌زای هرپس ویریده
رده هرپس ویریده از انواع مهم د.ان. آ ویروسها است که در بسیاری از پستانداران بیماریزا است. از انواع هرپس ویریده‌های شناخته شده، چند نوع آن که در انسان نیز بیماریزا است:
1. هرپس سیمپلکس نوع 1 (1- HSV) که معمولاً زخمهای تبخال را در لبها ایجاد می‌کند.
2. هرپس سیمپلکس نوع 2 (2- HSV) یا هرپس ژنیتال
3. واریسلازوستر (زونا)
4. ویروس اپشتین بار
5. سیتومگالو ویروس
6. ویروس روزه آلا
7. هرپس ویروس همراه سارکوم کاپوزی

## علائم و سمپتوم
| موقعیت                    | شرح | شکل |
| ------------------------- | --- | --- |
| تبخال لثه                 | حالتی شدیدتر از هرپس لب که لثه را درگیر می‌کند |     |
| تبخال تناسلی(هرپس ژنیتال) | تب خال ناحیه تناسلی عبارت است از یک عفونت ویروسی ناحیه تناسلی که از راه آمیزش انتقال می‌یابد. این عفونت در مردان و زنان می‌تواند رخ دهد. از جمله نواحی که امکان درگیری آن‌ها وجود دارد عبارتند از مجرای تناسلی، گردن‌رحم، ران‌ها، و آلت تناسلی. تب خال تناسلی معمولاً همراه با سایر بیماری‌های آمیزشی رخ می‌دهد. |     |
| تبخال مری                 | احساس درد هنگام بلعیدن غذا |     |
| تبخال انگشت               | یا Herpetic whitlow تب‌خالی دردناک در ورم‌بند انگشتان |     |

علت ۸۰ درصد ضایعات دستگاه تناسلی خارجی و مبهل، HSV2 می‌باشد. ۲۰ درصد بقیه حاصل عفونت HSV-1 می‌باشد.

بین HSV-1 و HSV-2 شباهتهای زیادی وجود دارد که افتراق بالینی آن‌ها را غیرممکن می‌سازد. تماس نزدیک انسان از طریق دهان، واژن یا سرویکس برای اکتساب عفونت لازم است.

معمولاً ویروس در درجه حرارت اتاق یا خشک کردن کشته می‌شود. وقتی که تکثیر ویروس کاهش می‌یابد ویروس به طرف اعصاب حسی محیطی پیش می‌رود و در عقده‌های عصبی به صورت غیرفعال باقی می‌ماند. یکی دیگر از علل عود عفونت مواردی است که میزبان در معرض استرس قرار می‌گیرد.

در زنان باردار با هرپس فعال، اگر زایمان از طریق واژینال انجام شود، نوزاد ممکن است به ویروس آلوده گردد. اگر این شرایط اتفاق بیفتد، خطر مرگ برای جنین وجود دارد؛ بنابراین در صورت عود عفونت در نزدیکی‌های زمان زایمان بهتر است سزارین انجام گیرد.

## تبخال چشمی
تبخال چشمی یک عفونت عودکننده ویروسی است که ناشی از آلودگی با ویروس تبخال ساده‌است. این بیماری شایع‌ترین علت کوری ناشی از بیماری‌های قرنیه‌ای در آمریکاست در حالیکه در کشورهای جهان سوم و از جمله ایران شایع‌ترین علت کوری قرنیه‌ای، بیماری تراخم است؛ گرچه تبخال چشمی در ایران نیز شایع است. بر اساس مطالعات موجود، اگر فردی یکبار دچار تبخال چشمی شود، به احتمال ۵۰٪ شانس عود دارد. این گرفتاری مجدد ممکن است هفته‌ها یا حتی سال‌ها پس از گرفتاری اولیه بروز کند.
تبخال چشمی می‌تواند تولید یک زخم دردناک روی پلک یا سطح چشم کند و باعث التهاب و ورم قرنیه شود. درمان سریع با داروهای ضد ویروس از تکثیر ویروس و تخریب سلولهای اپیتلیال قرنیه (لایه سلولهای سطح قرنیه) جلوگیری می‌کند. بهر حال عفونت می‌تواند به لایه‌های عمقی تر قرنیه منتشر شده و باعث گرفتاری شدید تر یعنی گرفتاری استرومای قرنیه (بستر قرنیه) یا در اصطلاح کراتیت استرومایی شود که منجر به فعال شدن سیستم ایمنی بدن و تهاجم آن به قرنیه و انهدام سلول‌های استرومای قرنیه می‌شود. درمان کراتیت استرومایی (عفونت بستر قرنیه) نسبت به گرفتاری سطحی قرنیه مشکل‌تر است. حملات عود کراتیت استرومایی می‌تواند منجر به اسکار (نسج جوشگاه) قرنیه شود که باعث کدورت قرنیه، کاهش بینائی و حتی کوری می‌شود.
تبخال چشمی مثل سایر عفونت‌های تبخالی (هرپسی) قابل کنترل است. حدوداً ۴۰۰۰۰۰ نفر از مردم آمریکا سابقه گرفتاری با تبخال چشمی را دارند و سالانه ۵۰۰۰۰ مورد جدید دیده می‌شود که ۲۵٪ موارد آن از نوع کراتیت استرومایی است. در ایران نیز عفونت‌های تبخالی چشم شایع است. میزان عود تبخال چشمی طی یک سال ۱۰٪، طی دو سال # طی ۲۰ سال ۶۳٪ درصد است. معتقدند که بعضی از فاکتورها نظیر: تب، استرس، نور خورشید و ضربات باعث عود تبخال می‌شود.

## محل و علائم ضایعات
خارش و درد همراه با قرمزی و تورم منطقه آلوده وجود دارد. تبخال‌ها به صورت تاولهایی نمایان می‌شود که ممکن است پاره نشوند، سپس زخمی و بعد تبدیل به دلمه گردند.

در زنان اولین محل ابتلا معمولاً لبهای مهبلی (قسمت خارجی مبهل) است البته ممکن است سرویکس با واژن و پوست پرینه نیز مبتلا شوند. در مردان، معمولاً نوک آلت، پوست روی آن و تنه آلت تناسلی گرفتار می‌شود.
۴–۳ روز بعد از شروع ضایعات، نشانه‌های شبیه آنفلوآنزا ظاهر می‌شود. تورم غدد لنفاوی در کشاله ران، افزایش خفیف درجه حرارت، تبخال، سردرد، دردهای عضلانی و سوزش و درد هنگام دفع ادرار (دیزوری) غالباً مورد توجه قرار می‌گیرد.

درد در هفته اول وجود دارد و سپس کاهش می‌یابد. ضایعات در طی دو هفته فروکش می‌کنند مگر اینکه دوباره عفونت ثانویه‌ای اتفاق بیفتد به‌ندرت ممکن است عوارض ناشی از انتشار بیماری به خارج سیستم تناسلی اتفاق بیفتد این عوارض شامل ضایعات در ناحیه باسن، قسمت فوقانی ران‌ها یا حتی چشمها می‌باشند، علت بروز این عوارض لمس ضایعات و سپس لمس جاهای دیگر بدن است. باید به بیماران توصیه نمود که پس از دست زدن به ضایعات دستان خود را بشویند.

سایر مشکلات احتمالی شامل مننژیت غیرمیکروبی و استرس شدید روانی بعلت قطعی شدن تشخیص می‌باشند.

## درمان
درمان دارویی ضد ویروس اسیکلوویر است و در درمانهای علامتی نیز استفاده می‌شود. استفاده از عصاره گیاه سالویا یا مریم گلی، به صورت موضعی سبب بهبود سریع این بیماری می‌شود. مواد مؤثر موجود در این گیاه، توجون و اولئانیک اسید است. اولئانیک اسید موجود در عصاره مریم گلی با مکانیسمی مشابه اینترفرون آلفا سبب اختلال در همانندسازی ویروس هرپس سیمپلکس نوع ۱ و در نتیجه مهار مراحل اولیه چرخه عفونت زایی آن می‌شود. عصاره این گیاه در زمان اتصال ویروس به سلول‌ها، با تداخل در پوشش ویریونی ویروس از اتصال و ورود این عوامل به داخل سلول‌های میزبان و آلوده کردن آن‌ها جلوگیری کرده و سبب کاهش تشکیل پلاک ناشی از ویروس هرپس سیمپلکس نوع ۱ می‌شود. همچنین ترکیبات فنولیک موجود در گیاه مریم گلی مانند فلاونوئیدها، تانن‌ها و مشتقات کافئیک اسید با اشغال کردن رسپتورهای موجود در سطح ویروس از اتصال ویروس به سلول‌های میزبان جلوگیری کرده و موجب غیرفعال شدن ویروس هرپس سیمپلکس می‌شوند. علاوه بر درمان گیاهی یکی از داروهای موجود در بازار والاسیکلوویر نام دارد و به شکل قرص در بسته‌های ۵۰۰ و ۱۰۰۰ میلی‌گرمی در داروخانه‌ها عرضه می‌شود. والاسیکلوویر در واقع یک پیش داروست که در بدن به آسیکلوویر تبدیل می‌شود. پمادهای ضد ویروس گیاهی مانند: میرتوپلکس، آفتوپلکس و ملیسان نیز در تسکین علایم بسیار کمک‌کننده هستند. در تمامی این داروها رعایت یک نکته ضروری است و آن هم اینکه با مشاهده اولین علایم سوزش یا خارش و گزگز شدن پوست بایستی درمان را آغاز کرد تا نتایج سریع تر و بهتری مشاهده شود. داروهای ضد ویروسی می‌توانند نشانه‌ها را تضعیف کرده و دوره عفونت را کاهش دهند و در پیشگیری از عود آن‌ها مؤثر هستند. معمولاً مقاومت به دارو و آثار جانبی دراز مدت ایجاد نمی‌شود. حملات بعدی خفیف تر از حمله اولیه‌است.
عفونت HSV2 بهبودی کامل نمی‌پذیرد اما هدف از درمان آن، تسکین نشانه‌هاست. اهداف درمانی عبارتند از: پیشگیری از گسترش عفونت، کنترل بیماری، کاهش بروز خطرات، کاهش درد، شروع برنامه‌های آموزشی و مشاوره‌ای و استفاده از داروهای ضد ویروسی.

## نکات مهم در بیماریهای عفونی تناسلی
- داروهای تجویز شده در درمان عفونت تناسلی باید کامل مصرف شود. درمان نیمه کاره علاوه بر باقی‌ماندن بیماری می‌تواند سبب مقاومت دارویی شود.
- در درمان برخی از عفونتهای تناسلی باید زن و شوهر هر دو داروی همزمان مصرف نمایند.
- در طول مدت درمان عفونتهای تناسلی باید از نزدیکی خودداری و حتی الامکان از کاندوم استفاده کرد.
- رعایت بهداشت دستگاه تناسلی از جمله انتخاب لباس زیر و نظافت ناحیه تناسلی به بهبود سریعتر عفونت‌ها کمک می‌کند.
- اگر پس از پایان دوره درمانی هنوز علامتهای عفونت باقی‌مانده باید برای معاینه و آزمایش بیشتر و شاید شروع داروی جدید به پزشک یا ماما مراجعه کرد.
- از خوددرمانی پرهیز گردد.
- از پوشیدن لباسهای تنگ و چسبان و لباس زیر غیر نخی خودداری گردد چرا که به علت عدم جریان هوا در ناحیه تناسلی محیط برای رشد میکروبها و سایر عوامل بیماری‌زا مناسب می‌شود.
- لباس زیر باید در فاصله‌های زمانی کوتاه عوض گردد و پس از شستشو در برابر آفتاب یا با اتو خشک شود.
- رعایت بهداشت فردی مثل استحمام مرتب، کوتاه بودن ناخنها، شستشوی دستها قبل و پس از اجابت مزاج، شستشو و خشک کردن ناحیه پرینه، عوض کردن مرتب پدهای بهداشتی در طول روزهای قاعدگی ضروری است.
- بهترین راه برای جلوگیری از عفونتهای تناسلی استفاده از کاندوم در هنگام مقاربت می‌باشد. کاندوم علاوه بر جلوگیری از بارداری مانع از تماس میکروبها بین زوجین می‌شود.
- پس از پایان نزدیکی به شستشوی قسمت خارجی اعضای تناسلی و همچنین تخلیه ادرار می‌تواند سبب پیشگیری از عفونتهای تناسلی شود.
- افراد مبتلا به بیماری دیابت یا زنان باردار آمادگی بیشتری برای ابتلا به عفونتهای تناسلی دارند لذا این افراد به مراقبت بیشتری نیاز دارند.
- حداکثر زمان استفاده از پدهای بهداشتی در هر روز قاعدگی شش ساعت می‌باشد تعویض به موقع آن از انتشار بوی بد و بروز احتمالی عفونتهای تناسلی جلوگیری می‌نماید.

## پیشگیری از عفونت مجدد یا انتشار
یکی از اهداف اصلی درمان، کاهش تحریک بافتی است که بعلت خاراندن یا پوشیدن لباسهای تنگ ایجاد می‌شود.
ناحیه پرینه باید با استحمام روزانه و نظافت کافی آن پس از اجابت مزاج و دفع ادرار، تمیز نگه داشته شود.

در هنگام آموزش زنان باید دربارهٔ مصرف داروها از جمله شیاف‌ها و ابزارهایی نظیر اپلیکاتورهای مخصوص کرم‌ها به صورت عملی آموزش داد. به اهمیت شستشوی دست قبل و بعد از تجویز دارو تإکید کرد. برای جلوگیری از خرج دارو از واژن بیمار باید تا ۳۰ دقیقه بعد از گذاشتن دارو دراز بکشد. اگر دارو نشت کند باید از یک پد تمیز استفاده شود.

به‌طور طبیعی، استفاده از دوش یا اسپریهای بهداشتی زنانه ضرورتی ندارد زیرا استحمام یا دوش روزانه و تمیز نگه داشتن پرینه پس از دفع ادرار و اجابت مزاج، پاکیزگی پرینه را تضمین می‌کند. اما در هنگام ابتلا به عفونت استفاده از روش‌های واژینال به منظور کاهش بوهای نامطبوع و غیرطبیعی، حذف ترشحات اضافه، تغییر PH و وارد کردن محلولهای شوینده و ضدعفونی‌کننده مفید می‌باشد.

-لباسهای زیر نخی یا پنبه‌ای با اندازه‌های متناسب به جای پوشاک پلی‌استر و تنگ و چسبان که سبب احتباس گرما و عدم جذب عرق می‌شوند توصیه می‌گردد.

شرط دوری از عفونتها حفظ تندرستی و سلامتی و کسب سلامتی نیاز به افزایش آگاهی زنان در زمینه بیماری‌ها و رعایت بهداشت در همه مراحل زندگی کردن زن به خصوص از دوران بلوغ تا یائسگی دارد لذا با اقدامات وسیع و آموزش همگانی زنان در خصوص بهداشت زنان و جلب مشارکت آن می‌توان روز به روز بهره‌وری زنان در کلیه عرصه‌های زندگی افزایش داد با توجه به نقش زنان در خانواده با حفظ سلامتی آنان سبب ارتقاء سلامتی خانواده شد.

## هرپس ویروس انسانی ۶و۷
محققان مؤسسه تحقیقاتی کودکان سیاتل مدعی کشف دو نوع ویروس تبخال در سیستم عصبی انسان هستند و این احتمال را می‌دهند که این دو ویروس، در بدن ۹۰ درصد از افراد وجود داشته باشد.